# Psococerastis
Psococerastis (лат.) — род сеноедов из семейства древесных вшей (собственно сеноедов).

## Описание
Четвёртый сегмент нижнечелюстного щупика в два раза длиннее своей ширины. Гипандрий самца без выростов. Генитальная пластинка самки с короткой, округлой на вершине медиальной лопастью.

## Систематика
В составе рода:
- Psococerastis gibbosa (Sulzer, 1776)
- Psococerastis nubila